# Gara Garajev
Gara Abulfaz oghlu Garajev (azerbajdzsáni nyelven: Qara Əbülfəz oğlu Qarayev, orosz nyelven: Кара́ Абульфа́зович Кара́ев (Kara Abulfazovich Karayev); Baku, 1918. február 5. – Moszkva, 1982. május 13.) szovjet-azerbajdzsáni zeneszerző.

## Életpályája
Bakuban született 1918. február 5-én híres bakui gyermekorvos családban. Édesanyja, Sona, az Orosz Zenei Társaság Baku-alapú iskolájának első helyezettje volt. Garajev fivére, Mursal sebész lett, de korán meghalt.
1926-ban, nyolcéves korában lépett be először az Azerbajdzsán Állami Konzervatórium junior zeneiskolájába, amely jelenleg Bakui Zeneakadémia néven ismert. Garajevnek zenei tehetsége miatt 1933-ban megengedték, hogy egyidejűleg beiratkozzon az Azerbajdzsán Állami Konzervatórium két karába is. Tanárai között voltak Georgi Sharoyev, Leonid Rudolf és a kiemelkedő azerbajdzsáni zeneszerző, Üzeyir Hacıbəyov is. Garajev 1937-ben csatlakozott a Szovjetunió Azerbajdzsáni Zeneszerzőinek Egyesületéhez.
Garajev 1938-ban, húszéves korában állította össze első zenei darabját, A szív dala kantátát Rasza Rza verséhez, melyet még ugyanebben az évben a Moszkvai Bolsoj Színházban is bemutattak. Ugyanebben az évben Garajev a Moszkvai Állami Konzervatóriumba költözött, ahol Dmitrij Sostakovics hallgatója és jó barátja lett.
1941-ben visszatért Bakuba, hogy tanítson az Azerbajdzsán Állami Filharmonikusoknál. 1945-ben írta a Jovdat Hajiyev és a Szülőföld (Vətən) operát, ez utóbbiért Sztálin-díjat kapott. 1948-ban, 30 éves korában, Garajev ismét elnyerte ezt a díjat Leyli és Majnun szimfonikus verséért, Nizami Ganjavi azonos elnevezésű híres művei alapján. Üzeyir Hacıbəyov 1948-as halála után Garajev a Szovjetunió Azerbajdzsáni Zeneszerzői Egyesületének elnöke és az Azerbajdzsán Állami Konzervatórium rektora lett. Garajev megtartotta Üzeyir Hacıbəyov hagyományosan azerbajdzsáni népzenei hangsúlyát a tanítás során, és előmozdította a kortárs műfajokat, például a jazzt az azerbajdzsáni zenében. 1948-ban Garajev a Szovjetunió első szovjet zeneszerzői kongresszusa küldöttségének tagja volt. Ugyanebben az évben az Azerbajdzsáni Építészeti és Művészeti Intézet Zeneosztályát is irányította.
1952-ben P. A. Gusev koreográfus irányítása alatt rendezték Garajev Hét szépség c. balettjét az Azerbajdzsáni Opera és Balett Színházban. Nizami Ganjavi híres verse alapján a Hét szépség (Yeddi gözəl) új fejezetet nyitott Azerbajdzsán klasszikuszene-történetében. Garajev egyedülálló balettjét, A mennydörgés útját (İldırımlı yollarla), amelyet 1958-ban rendeztek, a dél-afrikai faji konfliktusoknak szentelték.
Az azerbajdzsáni Állami Konzervatóriumban tanári pályafutása során Garajev számos kiemelkedő azerbajdzsáni zenészt és zeneszerzőt oktatott, köztük volt Arif Malikov, Khayyam Mirzazade és Ismayil Hajibeyov is. Garajev fia, Faraj (1943-ban született) szintén hallgatója lett, és egyszeres színpadú balettjeit, például a Qobustan Shadowsot (Qobustanın kölgələri) és a Kaleidoszkópot komponálta, később vezette az zenei avantgárd mozgalmat Azerbajdzsánban.
Az 1961. júniusi hidegháború alatt Garajev és Tikhon Khrennikov volt az a két szovjet zeneszerző, aki részt vett az első UCLA-n zajló, Los Angeles-i zenei fesztiválon. Hét nemzet tizenöt zeneszerzője, köztük Arnold Schönberg és Igor Stravinsky mutatta be műveit. Franz Waxman június 11-én vezette a Fesztivál Szimfonikus Zenekarát Garajev A mennydörgés útja szvitjével.
1962-ben a Szovjetunió Legfelsőbb Tanácsának tagja lett, és ellátogatott az Egyesült Államokba, Etiópiába és Libanonba is. 1972-ben pedig meglátogatta Lengyelországot.
Garajev élete utolsó öt évét Moszkvában töltötte, 1982. május 13-án, Moszkvában hunyt el, 64 évesen.

## Főbb művei
- 1942 - Filmrészlet egy történethez a Kaszpi-tenger olajipari dolgozóiról
- 1943 - 1. szimfónia
- 1943 - Jovdat Hajiyev közreműködésével az Opera Motherland premierje 1945-ben Bakuban készült
- 1947 - Leyli és Majnun szimfonikus vers. Szerkesztette a muzulmán Magomayev Shah Ismayil operaját
- 1948 - Hét szépség, balett
- 1949 - Hét szépség, szimfonikus zenekar számára
- 1950 - Hat gyermekdarab zongorára
- 1952 - Albániai rapszódia, gyermekdarabok zongorára
- 1957 - A mennydörgés útja, balett
- 1958 - Filmszám a Nagy Szívében, három nocturne a jazz zenekar számára
- 1960 - Don Quijote, szimfonikus vázlatok
- 1960 - Szonáta hegedűre és zongorára

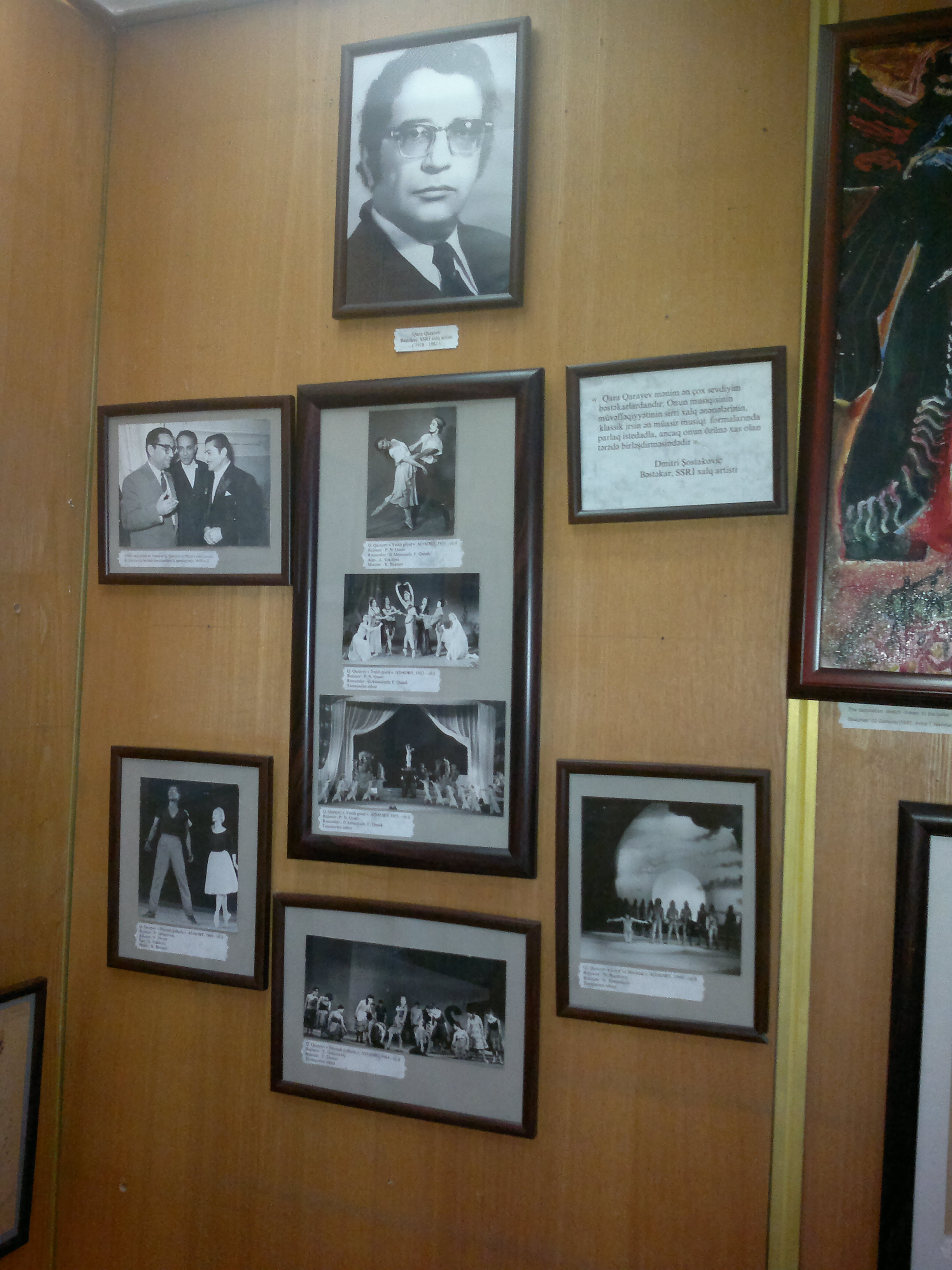
Gara Garajevvel kapcsolatos emlékek az azerbajdzsáni színház-múzeumban

- 1951-63 - 24 zongora előjáték
- 1964 - 3. szimfónia
- 1967 - hegedűverseny

## Kitüntetések és díjak
- A szocialista munka hősének (1978)
- Lenin díj (1967, 1978)
- Az Októberi Forradalom Rendje (1971)
- A Vörös Munkajelző Rendje (1961)
- Sztálin-díj, kétszer (1946, 1948)
- Azerbajdzsán SSR állami díja (1965)
- A Szovjetunió Azerbajdzsáni tisztelt művésze (1955)
- A Szovjetunió Azerbajdzsáni népművésze (1958)
- A Szovjetunió népművésze (1959)